# Isla Great Dog
La Isla Great Dog (en español antiguamente Isla Perro Grande y en inglés: Great Dog Island) es un islote deshabitado de las Islas Vírgenes Británicas en el Caribe. Se encuentra en un pequeño subgrupo de islas conocidas como las Islas del perro, (Dog Islands) o más comúnmente, "Los Perros". Los islotes en los perros incluyen Little Seal Dog Island, East Seal Dog Island, West Dog Island y George Dog Island, todas los cuales están al noroeste de Virgen Gorda.
En el lado sur de la isla, un viejo avión de Air BVI fue deliberadamente hundido para crear un sitio de buceo para buceadores deportivos.